# Bobsleigh als Jocs Olímpics d'Hivern de 1936
Als Jocs Olímpics d'Hivern de 1936 celebrats a la ciutat de Garmisch-Partenkirchen (Alemanya) es disputaren dues proves de bobsleigh, ambudes en categoria masculina. Es realitzà una prova de bobs a 2 i una altra de bobs a 4 entre els dies 11 i 15 de febrer de 1936 a les instal·lacions de Garmisch-Partenkirchen.

## Comitès participants
Hi participaren un total de 99 competidors de 13 comitès nacionals diferents. Liechtenstein, Luxemburg i els Països Baixos competiren únicament en la prova de Bobs a 2, i 23 esportistes ho feren en les dues proves.
| - Alemanya (10) - Àustria (12) - Bèlgica (8) - Estats Units (11) - França (10) - Itàlia (10) - Liechtenstein (2) |  | - Luxemburg (4) - Països Baixos (2) - Regne Unit (4) - Romania (9) - Suïssa (9) - Txecoslovàquia (8) |

## Resum de medalles
| Prova            | Or                                                                                | Argent                                                                             | Bronze                                                                                 |
| Bobs a 2 Detalls | Estats Units · USA IIvan Brown · Alan Washbond                                    | Suïssa · Suïssa IIFritz Feierabend · Joseph Beerli                                 | Estats Units · USA IIGilbert Colgate · Richard Lawrence                                |
| Bobs a 4 Detalls | Suïssa · Suïssa IIPierre Musy · Arnold Gartmann · Charles Bouvier · Joseph Beerli | Suïssa · Suïssa IReto Capadrutt · Hans Aichele · Fritz Feierabend · Hans Bütikofer | Regne Unit · Regne Unit IFrederick McEvoy · James Cardno · Guy Dugdale · Charles Green |

## Medaller
| Posició | País         | Or | Argent | Bronze | Total |
| 1       | Suïssa       | 1  | 2      | 0      | 3     |
| 2       | Estats Units | 1  | 0      | 1      | 2     |
| 3       | Regne Unit   | 0  | 0      | 1      | 1     |
|         |              |    |        |        |       |
| Total   | Total        | 2  | 2      | 2      | 6     |